# FK Zenit Sant Petersburg
El FC Zenit Sant Petersburg, en (rus: ФК «Зенит» Санкт-Петербург) és un club rus de futbol de la ciutat de Sant Petersburg. El 24 de maig de 2023, el Zenit es va convertir en el primer club esportiu rus amb 10 milions de seguidors a les xarxes socials.

## Història

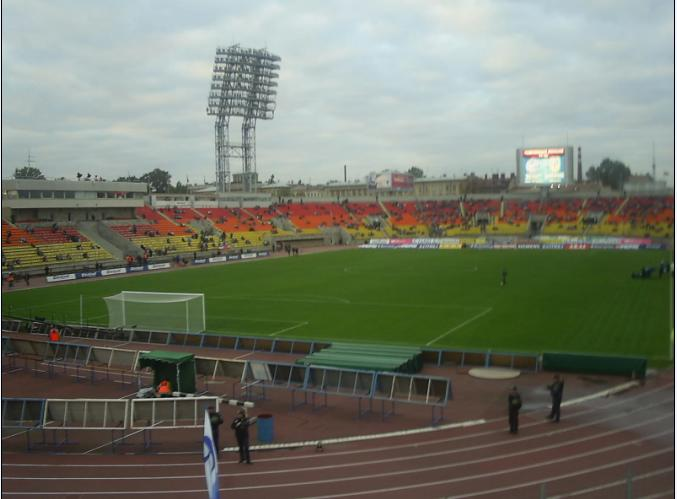
Estadi Petrovski a Sant Petersburg.

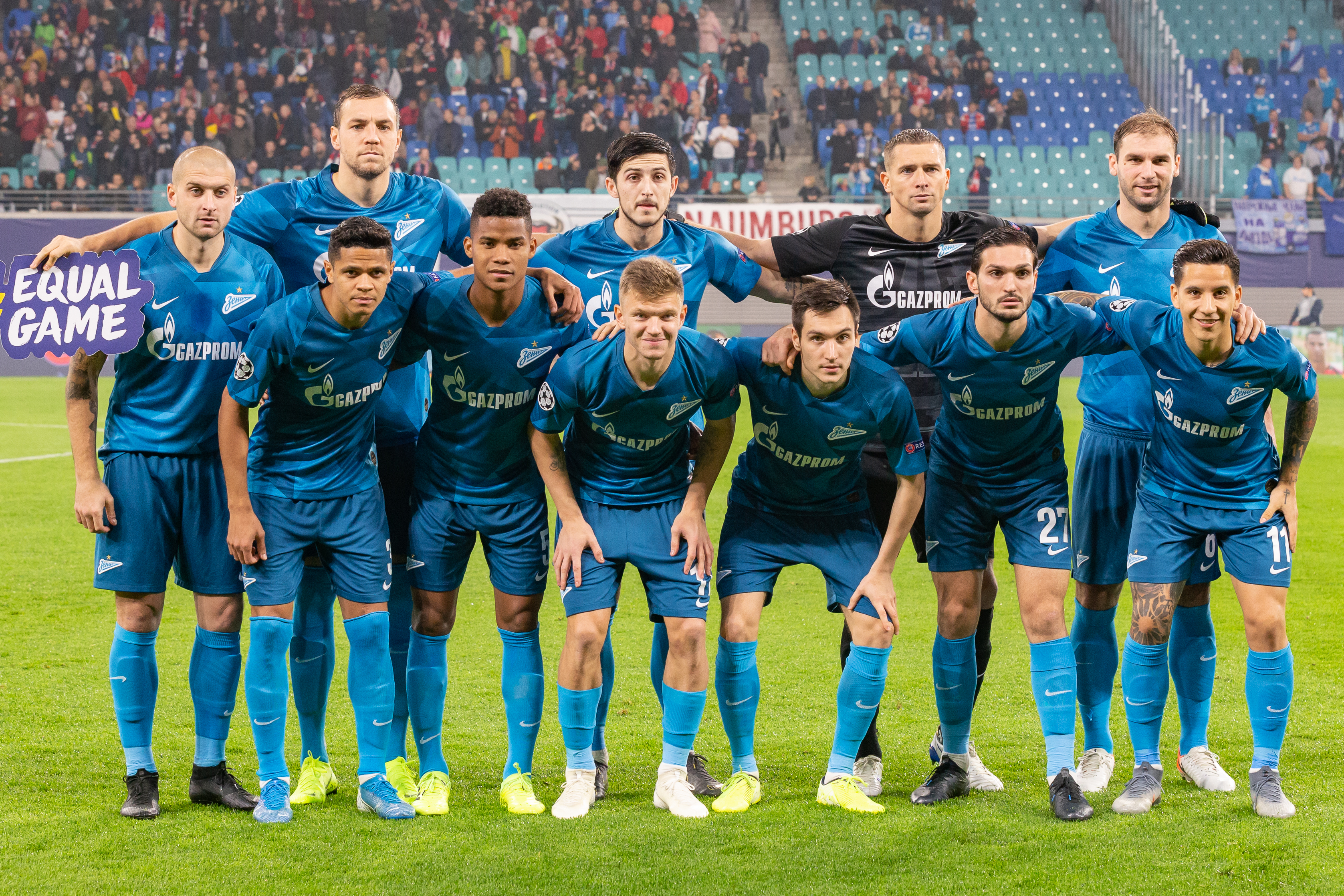
Equip l'any 2019.

L'equip va ser fundat l'any 1925 (tot i que algunes fonts el situen el seu naixement el 1914).
L'any 1897 es disputà el primer partit de futbol a Rússia, a la ciutat de Sant Petersburg a Vasilyevsky Ostrov, entre un equip de la colònia anglesa "Ostrov" i un dels russos locals "Petrograd" amb victòria anglesa per 6 a 0.
L'origen del Zenit el trobem a inicis dels anys segle xx. Hi havia diversos clubs de futbol que disputaven les lligues locals. El més antic documentat era el Murzinka fundat el 1914, i que disputà els seus partits a l'estadi Obukhóvets entre 1914 i 1924, any en què fou anomenat Bolshevik (nou nom de la indústria i estadi Obukhóvets). L'any 1925, un altre predecessor del Zenit, el LMZ, es formà per treballadors de la Planta del Metall de Leningrad (Leningradski metallítxeski zavod), essent anomenat Stàlinets als anys 30. Ambdós clubs van jugar de forma independent fins al 1939, any de la seva unió oficial.
L'actual nom de FC Zenit fou registrat per primer cop el 1936, quan el Bolshevik ingressà a la societat esportiva Zenit. L'any 1939, sota el govern de Ióssif Stalin, el FC Zenit fou obligat a admetre els membres del club metal·lúrgic ("Stàlinets" Leningrad). La indústria LMZ havia esdevingut militar i tots els seus jugadors i entrenadors foren transferits al Zenit. Finalment, ambdós clubs es fusionaren.
El Zenit guanyà el seu primer títol el 1944, en derrotar el CDKA a la final de la copa soviètica. Un fet curiós succeí el 1967. El Zenit finalitzà darrer a la lliga del país, però se li perdonà el descens, ja que no es va veure amb bons ulls relegar un club de Leningrad quan se celebrava el 50è aniversari de la revolució bolxevic a la ciutat. L'any 1984 guanyà la lliga soviètica, que completà amb el triomf a la supercopa l'any següent.
Un cop creada la lliga russa, el Zenit només perdé la categoria el 1992, retornant a primera divisió el 1996. Des d'aleshores s'ha mantingut a primera, guanyant diversos títols: la copa del 1999, la copa de la lliga del 2003 i la lliga russa del 2007.
Actualment és un dels clubs més rics del país, gràcies al patrocini de l'empresa Gazprom.
L'estadi actual del Zenit és el Petrovski. El 2007, el seu antic estadi, el Kírov, va ser demolit.
Guanyador de la Premier League de Rússia 2022-2023.

## Plantilla actual
A 30 de gener de 2025
| N. | Pos. | Nac. | Jugador                 |
| -- | ---- | --- | ----------------------- |
| 1  | POR  | [[Fitxer:Flag of Russia.svg\|23x15px\|border \|alt=Rússia\|link=Selecció de futbol de Rússia\|{{#if:\|]]        | Yevgeni Latyshonok      |
| 2  | DEF  | [[Fitxer:Flag of Russia.svg\|23x15px\|border \|alt=Rússia\|link=Selecció de futbol de Rússia\|{{#if:\|]]        | Dmitri Chistyakov       |
| 3  | DEF  | [[Fitxer:Flag of Brazil.svg\|23x15px\|border \|alt=Brasil\|link=Selecció de futbol del Brasil\|{{#if:\|]]       | Douglas Santos (capità) |
| 4  | DEF  | [[Fitxer:Flag of Russia.svg\|23x15px\|border \|alt=Rússia\|link=Selecció de futbol de Rússia\|{{#if:\|]]        | Yuri Gorshkov           |
| 5  | MIG  | [[Fitxer:Flag of Colombia.svg\|23x15px\|border \|alt=Colòmbia\|link=Selecció de futbol de Colòmbia\|{{#if:\|]]  | Wilmar Barrios          |
| 6  | DEF  | [[Fitxer:Flag of Slovenia.svg\|23x15px\|border \|alt=Eslovènia\|link=Selecció de futbol d'Eslovènia\|{{#if:\|]] | Vanja Drkušić           |
| 7  | DAV  | [[Fitxer:Flag of Russia.svg\|23x15px\|border \|alt=Rússia\|link=Selecció de futbol de Rússia\|{{#if:\|]]        | Aleksandr Sobolev       |
| 8  | MIG  | [[Fitxer:Flag of Brazil.svg\|23x15px\|border \|alt=Brasil\|link=Selecció de futbol del Brasil\|{{#if:\|]]       | Wendel                  |
| 11 | MIG  | [[Fitxer:Flag of Brazil.svg\|23x15px\|border \|alt=Brasil\|link=Selecció de futbol del Brasil\|{{#if:\|]]       | Luiz Henrique           |
| 13 | POR  | [[Fitxer:Flag of Russia.svg\|23x15px\|border \|alt=Rússia\|link=Selecció de futbol de Rússia\|{{#if:\|]]        | Nikita Goylo            |
| 15 | DEF  | [[Fitxer:Flag of Russia.svg\|23x15px\|border \|alt=Rússia\|link=Selecció de futbol de Rússia\|{{#if:\|]]        | Vyacheslav Karavayev    |
| 16 | POR  | [[Fitxer:Flag of Russia.svg\|23x15px\|border \|alt=Rússia\|link=Selecció de futbol de Rússia\|{{#if:\|]]        | Denis Adamov            |
| 17 | MIG  | [[Fitxer:Flag of Russia.svg\|23x15px\|border \|alt=Rússia\|link=Selecció de futbol de Rússia\|{{#if:\|]]        | Andrei Mostovoy         |
| 21 | MIG  | [[Fitxer:Flag of Russia.svg\|23x15px\|border \|alt=Rússia\|link=Selecció de futbol de Rússia\|{{#if:\|]]        | Aleksandr Yerokhin      |

| N. | Pos. | Nac. | Jugador            |
| -- | ---- | --- | ------------------ |
| 24 | MIG  | [[Fitxer:Flag of Brazil.svg\|23x15px\|border \|alt=Brasil\|link=Selecció de futbol del Brasil\|{{#if:\|]]             | Pedro              |
| 25 | DEF  | [[Fitxer:Flag of Serbia.svg\|23x15px\|border \|alt=Sèrbia\|link=Selecció de futbol de Sèrbia\|{{#if:\|]]              | Strahinja Eraković |
| 27 | DEF  | [[Fitxer:Flag of Brazil.svg\|23x15px\|border \|alt=Brasil\|link=Selecció de futbol del Brasil\|{{#if:\|]]             | Nino               |
| 28 | DEF  | [[Fitxer:Flag of Kazakhstan.svg\|23x15px\|border \|alt=Kazakhstan\|link=Selecció de futbol del Kazakhstan\|{{#if:\|]] | Nuraly Alip        |
| 30 | DAV  | [[Fitxer:Flag of Colombia.svg\|23x15px\|border \|alt=Colòmbia\|link=Selecció de futbol de Colòmbia\|{{#if:\|]]        | Mateo Cassierra    |
| 31 | MIG  | [[Fitxer:Flag of Brazil.svg\|23x15px\|border \|alt=Brasil\|link=Selecció de futbol del Brasil\|{{#if:\|]]             | Gustavo Mantuan    |
| 32 | DAV  | [[Fitxer:Flag of Argentina.svg\|23x15px\|border \|alt=Argentina\|link=Selecció de futbol de l'Argentina\|{{#if:\|]]   | Luciano Gondou     |
| 37 | MIG  | [[Fitxer:Flag of Brazil.svg\|23x15px\|border \|alt=Brasil\|link=Selecció de futbol del Brasil\|{{#if:\|]]             | Du Queiroz         |
| 41 | POR  | [[Fitxer:Flag of Russia.svg\|23x15px\|border \|alt=Rússia\|link=Selecció de futbol de Rússia\|{{#if:\|]]              | Mikhail Kerzhakov  |
| 55 | DEF  | [[Fitxer:Flag of Brazil.svg\|23x15px\|border \|alt=Brasil\|link=Selecció de futbol del Brasil\|{{#if:\|]]             | Rodrigão           |
| 67 | DAV  | [[Fitxer:Flag of Russia.svg\|23x15px\|border \|alt=Rússia\|link=Selecció de futbol de Rússia\|{{#if:\|]]              | Maksim Glushenkov  |
| 77 | MIG  | [[Fitxer:Flag of Russia.svg\|23x15px\|border \|alt=Rússia\|link=Selecció de futbol de Rússia\|{{#if:\|]]              | Ilzat Akhmetov     |
| 79 | MIG  | [[Fitxer:Flag of Russia.svg\|23x15px\|border \|alt=Rússia\|link=Selecció de futbol de Rússia\|{{#if:\|]]              | Dmitri Vasilyev    |
| 82 | DEF  | [[Fitxer:Flag of Russia.svg\|23x15px\|border \|alt=Rússia\|link=Selecció de futbol de Rússia\|{{#if:\|]]              | Sergei Volkov      |

## Jugadors històrics destacats
| - Lev Burchalkin - Boris Levin-Kogan - Nikolai Gartvig - Leonid Ivanov - Petr «Peka» Dementiev - Lazar Kravets - Fridrich «Frida» Maryutin - Yuri Voinov - Stanislav Zavidonov - Pàvel Sadirin - Vladímir Kazatxónok - Yuri Zheludkov - Nikolai Larionov - Mikhail Biryukov - Dmitri Radchenko - Oleg Salenko - Roman Berezovsky - Maksim Bokov - Aleksei Igonin - Dmitri Khomukha - Andrei Kobelev - Andrei Kondrashov | - Vladímir Kulik - Aleksandr Kurtiyan - Aleksandr Panov - Denis Zubko - Aleksandr Aniukov - Andrei Arxavin - Vladímir Bístrov - Maksim Demenko - Ígor Deníssov - Alejandro Dominguez - Erik Hagen - Olexandr Gorshkov - Sarkis Hovsepyan - Aleksandr Kerjakov - Viatxeslav Malaféiev - Pavel Mareš - Pàvel Pogrebniak - Vladislav Radímov - Martin Skrtel - Olexandr Spivak - Konstantín Ziriànov - Fatih Tekke |

## Palmarès
- Copa de la UEFA (1) : 2007-08
- Supercopa d'Europa (1) : 2008
- Lliga russa de futbol (5) : 2007, 2010, 2012, 2015, 2019
- Copa russa de futbol (3) : 1999, 2010, 2016
- Copa de la Lliga russa de futbol (1) : 2003
- Supercopa russa de futbol (4) : 2008, 2011, 2015, 2016
- Lliga soviètica de futbol [1) : 1984 (com a Zenit Leningrad)
- Copa soviètica de futbol (1) : 1944 (com a Zenit Leningrad)
- Supercopa soviètica de futbol (1) : 1985 (com a Zenit Leningrad)